# Razgrad (oblast)
Razgrad (Bulgaars: Област Разград) is een oblast in het noordoosten van Bulgarije. De hoofdstad is het gelijknamige Razgrad en de oblast heeft 112.229 inwoners (2018).

## Bevolking
De oblast Razgrad heeft te kampen met een ernstige bevolkingskrimp, net als de meeste andere oblasten in Bulgarije. Op 31 december 2018 telt de oblast 112.229 inwoners, waarvan ongeveer 46.495 in de gemeente Razgrad, 20.428 in de gemeente Isperich en 15.956 in de gemeente Koebrat. Op 31 december 2018 wonen 54.432 inwoners in steden en 60.970 inwoners in dorpen op het platteland. De urbanisatiegraad is zo’n 47%. Razgrad is daarmee een van de drie oblasten (overige twee oblasten zijn Kardzjali en Silistra) met een grote plattelandsbevolking.
| Jaar                  | 1946      | 1956      | 1965      | 1975      | 1985      | 1992      | 2001      | 2011      | 2018      |
| oblast Razgrad        | 182 166 · | 185 838 · | 197 192 · | 201 894 · | 194 868 · | 167 410 · | 152 417 · | 125.190 · | 112 229 · |
| --------------------- | --------- | --------- | --------- | --------- | --------- | --------- | --------- | --------- | --------- |
| gemeente Razgrad      | 46 130    | 47 242    | 55 198    | 64 930    | 68 529    | 61 847    | 58 874    | 51 095    | 46 495    |
| gemeente Isperich     | 29 029    | 32 499    | 34 607    | 34 967    | 34 045    | 27 936    | 25 287    | 22 692    | 20 428    |
| gemeente Koebrat      | 29 532    | 32 541    | 34 783    | 34 044    | 32 428    | 27 697    | 24 124    | 18 355    | 15 956    |
| gemeente Zavet        | 17 961    | 17 977    | 18 624    | 17 649    | 16 184    | 13 637    | 12 333    | 10 586    | 9 327     |
| gemeente Loznitsa     | 26 642    | 24 483    | 22 927    | 21 651    | 19 281    | 16 704    | 15 067    | 9 265     | 8 375     |
| gemeente Samoeil      | 15 765    | 15 668    | 15 873    | 14 865    | 12 527    | 9 585     | 8 164     | 7 005     | 6 384     |
| gemeente Tsar Kalojan | 17 107    | 15 428    | 15 180    | 13 788    | 11 874    | 10 004    | 8 568     | 6 192     | 5 264     |

De val van het communisme heeft gezorgd voor een massale emigratie van jongvolwassenen. Als gevolg hiervan is het geboortecijfer in Razgrad geslonken tot een dieptepunt van 8,3‰, terwijl het sterftecijfer is gestegen tot een recordhoogte van 17,0‰. Volgens de meest extreme bevolkingsprognose zal de bevolking kunnen krimpen tot een dieptepunt van 57.000 mensen in het jaar 2080.

#### Demografische indicatoren
Razgrad heeft een laag vruchtbaarheidscijfer van ongeveer 1,49 kinderen per vrouw (in 2016). De gemeenten Isperich en Koebrat hebben een hoger vruchtbaarheidscijfer dan de rest van de oblast Razgrad.
| Leeftijd van de moeder in 2016 | Totaal aantal levendgeborenen | 15-19 | 20-24 | 25-29 | 30-34 | 35-39 | 40-44 | 45+ | Gemiddeld kindertal per vrouw |
| oblast Razgrad                 | 932                           | 89    | 249   | 305   | 194   | 86    | 7     | 2   | 1,49 kinderen per vrouw       |
| ------------------------------ | ----------------------------- | ----- | ----- | ----- | ----- | ----- | ----- | --- | ----------------------------- |
| gemeente Razgrad               | 378                           | 26    | 73    | 143   | 94    | 40    | 1     | 1   | 1,49 kinderen per vrouw       |
| gemeente Isperih               | 193                           | 24    | 50    | 61    | 38    | 19    | 1     | ... | 1,64 kinderen per vrouw       |
| gemeente Koebrat               | 130                           | 13    | 43    | 34    | 31    | 9     | ...   | ... | 1,60 kinderen per vrouw       |
| gemeente Zavet                 | 81                            | 10    | 33    | 22    | 8     | 6     | 1     | 1   | 1,47 kinderen per vrouw       |
| gemeente Loznitsa              | 62                            | 5     | 18    | 21    | 10    | 6     | 2     | ... | 1,36 kinderen per vrouw       |
| gemeente Samoeil               | 49                            | 7     | 18    | 14    | 5     | 3     | 2     | ... | 1,51 kinderen per vrouw       |
| gemeente Tsar Kalojan          | 39                            | 4     | 14    | 10    | 8     | 3     | ...   | ... | 1,33 kinderen per vrouw       |

#### Etniciteit
Tijdens de volkstelling van 2011 gaf 50% van de bevolking aan te behoren tot de Turkse minderheid in Bulgarije. In zes van de zeven gemeenten vormen Turken de meerderheid. Relatief gezien wonen de meeste Turken in de gemeenten Samoeil (81%), Zavet (72%) en Tsar Kalojan (72%). De Bulgaren vormen bijna 43% van de totale bevolking en de meerderheid in de gemeente Razgrad (ongeveer 65% van de totale bevolking). Een kleine vijf procent gaf aan te behoren tot de Romagemeenschap. In de gemeenten Isperich (9%) en Koebrat (8%) vormen Roma een relatief grote minderheid.
| Etnische groep        | Bulgaren     | Turken       | Roma        | overigen    |
| oblast Razgrad        | 43,0 procent | 50,0 procent | 5,0 procent | 2,0 procent |
| --------------------- | ------------ | ------------ | ----------- | ----------- |
| gemeente Razgrad      | 64,9 procent | 30,3 procent | 3,3 procent | 1,5 procent |
| gemeente Isperich     | 27,2 procent | 63,0 procent | 9,0 procent | 0,8 procent |
| gemeente Koebrat      | 36,0 procent | 53,9 procent | 7,7 procent | 2,4 procent |
| gemeente Zavet        | 16,4 procent | 72,4 procent | 6,3 procent | 4,9 procent |
| gemeente Loznitsa     | 36,7 procent | 57,9 procent | 0,8 procent | 4,6 procent |
| gemeente Samoeil      | 11,7 procent | 80,9 procent | 5,2 procent | 2,2 procent |
| gemeente Tsar Kalojan | 27,6 procent | 71,8 procent | 0,1 procent | 0,5 procent |

#### Religie
In tegenstelling tot de rest van Bulgarije bestaat een meerderheid van de bevolking uit islamieten. De significante christelijke minderheid behoort hoofdzakelijk tot de Bulgaars-Orthodoxe Kerk.
| Volkstelling in 2001    | Volkstelling in 2001 | Volkstelling in 2001 |
| religieuze groep        | bevolking            | %                    |
| ----------------------- | -------------------- | -------------------- |
| Islam                   | 81.835               | 53,7%                |
| Bulgaars-Orthodoxe Kerk | 65.480               | 43,0%                |
| Protestantisme          | 228                  | 0,2%                 |
| Rooms-Katholieke Kerk   | 207                  | 0,1%                 |
| Overig                  | 566                  | 0,4%                 |
| Geen antwoord           | 4.101                | 2,7%                 |
| Totaal                  | 152.417              | 100%                 |

#### Leeftijdsstructuur
De oblast Razgrad vergrijst en ontgroent gestaag. Op 31 december 2018 is ongeveer 21,6% van de bevolking 65 jaar of ouder, terwijl dit percentage in 2001 nog zo'n 14,6% bedroeg.
| Leeftijdscategorie      | Totaal  | 0 – 9  | 10 - 19 | 20 - 29 | 30 - 39 | 40 - 49 | 50 - 59 | 60 - 69 | 70 - 79 | 80+   |
| Leeftijdsopbow in 2016  | 115.402 | 10.377 | 11.005  | 12.275  | 14.472  | 17.758  | 17.090  | 16.965  | 11.052  | 4.408 |
| Leeftijdsopbouw in 2002 | 143.129 | 14.147 | 19.979  | 19.108  | 20.851  | 19.967  | 20.008  | 15.562  | 10.525  | 2.981 |
|                         |         |        |         |         |         |         |         |         |         |       |
| Bulgaren (%)            | 43,0    | 33,9   | 35,1    | 35,5    | 38,6    | 43,4    | 46,3    | 48,9    | 55,5    | 61,5  |
| Turken (%)              | 50,0    | 50,0   | 54,2    | 54,9    | 54,1    | 50,9    | 48,4    | 47,6    | 42,2    | 36,5  |
| Roma/zigeuners (%)      | 5,0     | 10,2   | 8,4     | 7,4     | 5,5     | 4,0     | 3,7     | 2,4     | 1,7     | 1,1   |

De Bulgaarse Turken vormen de meerderheid in de leeftijdscategorie 0 tot 50 jaar oud, terwijl de etnische Bulgaren de meerderheid van de 70-plussers uitmaken. De Roma/zigeuners vormen slechts 5% van de totale bevolking van Razgrad, maar ze vormen wel meer dan 10% van alle kinderen jonger dan 10 jaar in de oblast.

## Gemeenten
- Isperich
- Koebrat
- Loznitsa
- Razgrad
- Samoeil
- Tsar Kalojan
- Zavet

Blagoevgrad · Boergas · Chaskovo · Dobritsj · Gabrovo · Jambol · Kjoestendil · Kardzjali · Lovetsj · Montana · Pazardzjik · Pernik · Pleven · Plovdiv · Razgrad · Roese · Silistra · Oblast Sofia · Sofia-Hoofdstad · Sjoemen · Sliven · Smoljan · Stara Zagora · Targovisjte · Varna · Veliko Tarnovo · Vidin · Vratsa